# Selaginella karowtipuensis
Selaginella karowtipuensis är en mosslummerväxtart som beskrevs av Valdespino. Selaginella karowtipuensis ingår i släktet mosslumrar, och familjen mosslummerväxter. Inga underarter finns listade i Catalogue of Life.